# 得将站
得將站（韓語：득장역）是朝鮮民主主義人民共和國平安南道得將地區的一個鐵路車站，属于得將線和鳴鶴線。

## 邻近车站
得場線
龙山站 - 得将站 - 石山站
鳴鶴線
得将站 - 鳴鶴站